# Prémio Lux
O Prémio Lux é um prémio cinematográfico concedido anualmente, pelo Parlamento Europeu. O nome provém do latim lux que significa "luz" e do nome de família dos irmãos franceses Auguste e Louis Lumière, inventores do cinematógrafo.
Atribuído por um júri formado por deputados do Parlamento Europeu, o prémio Lux é entregue a obra que ilustra a universalidade dos valores europeus, a diversidade cultural e o processo da construção continental. É atribuído pelo presidente do Parlamento Europeu. É dado um tipo de assistência através da legendagem e do cinemascópio do filme vencedor em vinte e três línguas oficiais da União Europeia, que resulta na adaptação do idioma original para pessoas surdas ou com deficiência auditiva.

## Critérios de elegibilidade
Os filmes selecionados devem atender aos seguintes critérios:
- obras cinematográficas de ficção ou animação ou documentários criativos;
- com uma duração mínima de sessenta minutos;
- ilustrando ou questionando a identidade europeia, a diversidade cultural da Europa ou um debate público sobre o processo de construção da União Europeia;
- resultado de produções ou coproduções elegíveis ao programa MEDIA (Estado-membro da União Europeia, Islândia, Liechtenstein, Noruega, Suíça);
- Com estreia prevista para uma data entre 1 de Junho do ano corrente e 31 de Maio do ano seguinte.

## Painel de seleção
A cada ano, dez filmes são escolhidos para a seleção oficial do Prémio Lux. O painel é composto por representantes da indústria cinematográfica europeia: produtores, distribuidores, operadores, realizadores ou programadores de festivais e críticos de cinema. Renovado anualmente por terços, os membros do painel de seleção são designados pela Comissão da Cultura e da Educação do Parlamento Europeu. As decisões do painel de seleção são adoptadas por consenso.

## Júri
Apenas setecentos e cinquenta e quatro deputados do Parlamento Europeu, que viram os filmes durante as projeções, têm direito a votar. A votação é feita eletronicamente através do sítio intranet do Parlamento.

## Vencedores e nomeados
A cor de fundo       indica os vencedores.
| Ano  | Filme                         | Título no Brasil            | Título em Portugal          | Realizador/diretor                  | País        |
| ---- | ----------------------------- | --------------------------- | --------------------------- | ----------------------------------- | ----------- |
| 2007 | Auf der anderen Seite         | Do Outro Lado               | Do Outro Lado               | Fatih Akin                          | Alemanha    |
| 2007 | 4 luni, 3 săptămâni şi 2 zile | 4 Meses, 3 Semanas e 2 Dias | 4 Meses, 3 Semanas e 2 Dias | Cristian Mungiu                     | Roménia     |
| 2007 | Belle Toujours                | Sempre Bela                 | Belle Toujours              | Manoel de Oliveira                  | Portugal    |
| 2008 | Le Silence de Lorna           | O Silêncio de Lorna         | O Silêncio de Lorna         | Jean-Pierre Dardenne e Luc Dardenne | Bélgica     |
| 2008 | Delta                         | Delta                       | Delta                       | Kornél Mundruczó                    | Hungria     |
| 2008 | Občan Havel                   |                             |                             | Miroslav Janek e Pavel Koutecký     | Chéquia     |
| 2009 | Welcome                       | Bem-vindo                   | Welcome - Bem-vindo         | Philippe Lioret                     | França      |
| 2009 | Източни пиеси                 |                             |                             | Kamen Kalev                         | Bulgária    |
| 2009 | Sturm                         |                             |                             | Hans-Christian Schmid               | Alemanha    |
| 2010 | Die Fremde                    | A Estrangeira               | A Estrangeira               | Feo Aladag                          | Áustria     |
| 2010 | Ακαδημία Πλάτωνος             |                             |                             | Filippos Tsitos                     | Grécia      |
| 2010 | Illégal                       |                             |                             | Olivier Masset-Depasse              | Bélgica     |
| 2011 | Les Neiges du Kilimandjaro    | As Neves do Kilimandjaro    | As Neves de Kilimanjaro     | Robert Guédiguian                   | França      |
| 2011 | Attenberg                     |                             |                             | Athiná-Rachél Tsangári              | Grécia      |
| 2011 | Play                          |                             |                             | Ruben Östlund                       | Suécia      |
| 2012 | Io sono Li                    |                             | Shun Li e o Poeta           | Andrea Segre                        | Itália      |
| 2012 | Csak a szél                   |                             |                             | Benedek Fliegauf                    | Hungria     |
| 2012 | Tabu                          | Tabu                        | Tabu                        | Miguel Gomes                        | Portugal    |
| 2013 | The Broken Circle Breakdown   | Alabama Monroe              | Ciclo Interrompido          | Felix Van Groeningen                | Bélgica     |
| 2013 | Miele                         | Mel                         | Mel                         | Valeria Golino                      | Itália      |
| 2013 | The Selfish Giant             |                             |                             | Clio Barnard                        | Reino Unido |
| 2014 | Ida                           | Ida                         | Ida                         | Paweł Pawlikowski                   | Polónia     |
| 2014 | Razredni sovražnik            |                             |                             | Rok Biček                           | Eslovénia   |
| 2014 | Bande de filles               | Garotas                     | Bando de Raparigas          | Céline Sciamma                      | França      |
| 2015 | Mustang                       | Cinco Graças                | Mustang                     | Deniz Gamze Ergüven                 | Turquia     |
| 2015 | Mediterranea                  |                             |                             | Jonas Carpignano                    | Itália      |
| 2015 | Urok                          | A Lição                     |                             | Kristina Grozeva e Petar Valchanov  | Bulgária    |
| 2016 | Toni Erdmann                  | Toni Erdmann                | Toni Erdmann                | Maren Ade                           | Alemanha    |
| 2016 | À peine j'ouvre les yeux      | Assim que Abro Meus Olhos   |                             | Leyla Bouzid                        | Tunísia     |
| 2016 | Ma vie de courgette           | Minha Vida de Abobrinha     | A Minha Vida de Courgette   | Claude Barras                       | Suíça       |
| 2017 | Sameblod                      |                             |                             | Amanda Kernell                      | Suécia      |
| 2017 | 120 battements par minute     | 120 Batimentos por Minuto   | 120 Batimentos por Minuto   | Robin Campillo                      | França      |
| 2017 | Western                       |                             |                             | Valeska Grisebach                   | Alemanha    |